# 의당로
의당로(Uidang-ro)는 충청남도 공주시 신관동 와 공주시 의당면 덕학삼거리를 잇는 도로이다.

## 주요 경유지
충청남도
- 공주시 (신관동 . 의당면)

## 노선 경로
| 이름           | 접속 노선      | 경유지         | 경유지         | 비고           |
| 전막1길과 직결 | 전막1길과 직결 | 전막1길과 직결 | 전막1길과 직결 | 전막1길과 직결 |
| -------------- | -------------- | -------------- | -------------- | -------------- |
| (이름없음)     | 신관로         | 공주시         | 신관동         |                |
| 제1수촌교      |                | 공주시         | 의당면         |                |
| 청룡삼거리     | 의당전의로     | 공주시         | 의당면         |                |
| 동혈고개       |                | 공주시         | 의당면         |                |
| 덕학삼거리     | 어물길         | 공주시         | 의당면         |                |

## 주요건물및 시설
- GS25 공주금강점 (의당로 16/신관동 374-13)
- 신관119안전센터 (의당로 31/신관동 570-10)
- 의당우쳐국 (의당로 316/청룡리 824)
- 농협 의당농협 하나로마트 (의당로 329/청룡리 663-6)